# (931) Уайтмора
931 Уайтмора (931 Whittemora) — астероид Главного астероидного пояса. Открыт 19 марта 1920 года французским астрономом Франсуа Гонесье в Алжирской обсерватории. Астероид был назван в честь американского физика Томаса Эдварда Уайтмора, профессора Гарвардского и Колумбийского университетов.
Уайтмора не пересекает орбиту Земли, и делает полный оборот вокруг Солнца за 5,66 Юлианских лет.

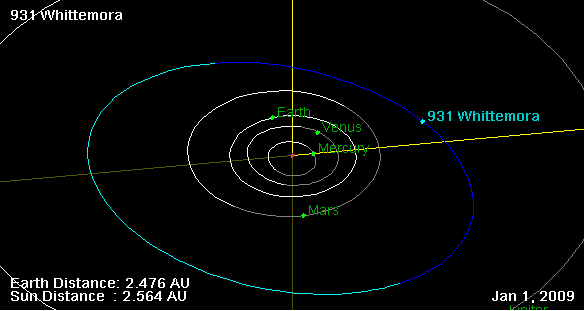
Орбита астероида Уайтмора, и его положение в Солнечной системе на 01.01.2009 г. Рисунок NASA JPL Small Body Orbit Viewer applet